# Plötzin
Plötzin ist ein Ortsteil der Stadt Werder (Havel) im Landkreis Potsdam-Mittelmark in Brandenburg.

## Lage
Das Dorf liegt im äußersten Westen des Stadtzentrums und grenzt im Westen bereits an Göhlsdorf, einen Ortsteil der Gemeinde Kloster Lehnin an. Nordöstlich liegen mit Neuplötzin und Plessow ein Wohnplatz bzw. Ortsteil von Werder (Havel). Westlich liegt der weitere Ortsteil Glindow, südöstlich der Wohnplatz Elisabethhöhe sowie im Süden Bliesendorf. Die Gemarkung grenzt im Nordosten an den Großen Plessower See, zum Ortsteil gehört jedoch nur der Kleine Plessower See, der von Wiesenflächen umgeben ist. Die übrigen Flächen werden vorzugsweise landwirtschaftlich genutzt und im westlichen Bereich von einem Graben, dem Langen Fenn entwässert. Zu einer früheren Zeit befand sich im Nordosten und dort südlich des Kleinen Plessower Sees die wüste Feldmark Starjesar. Der Ort verfügt über einen Landeplatz, der sich südlich der Wohnbebauung befindet.

## Geschichte

### 12. bis 16. Jahrhundert

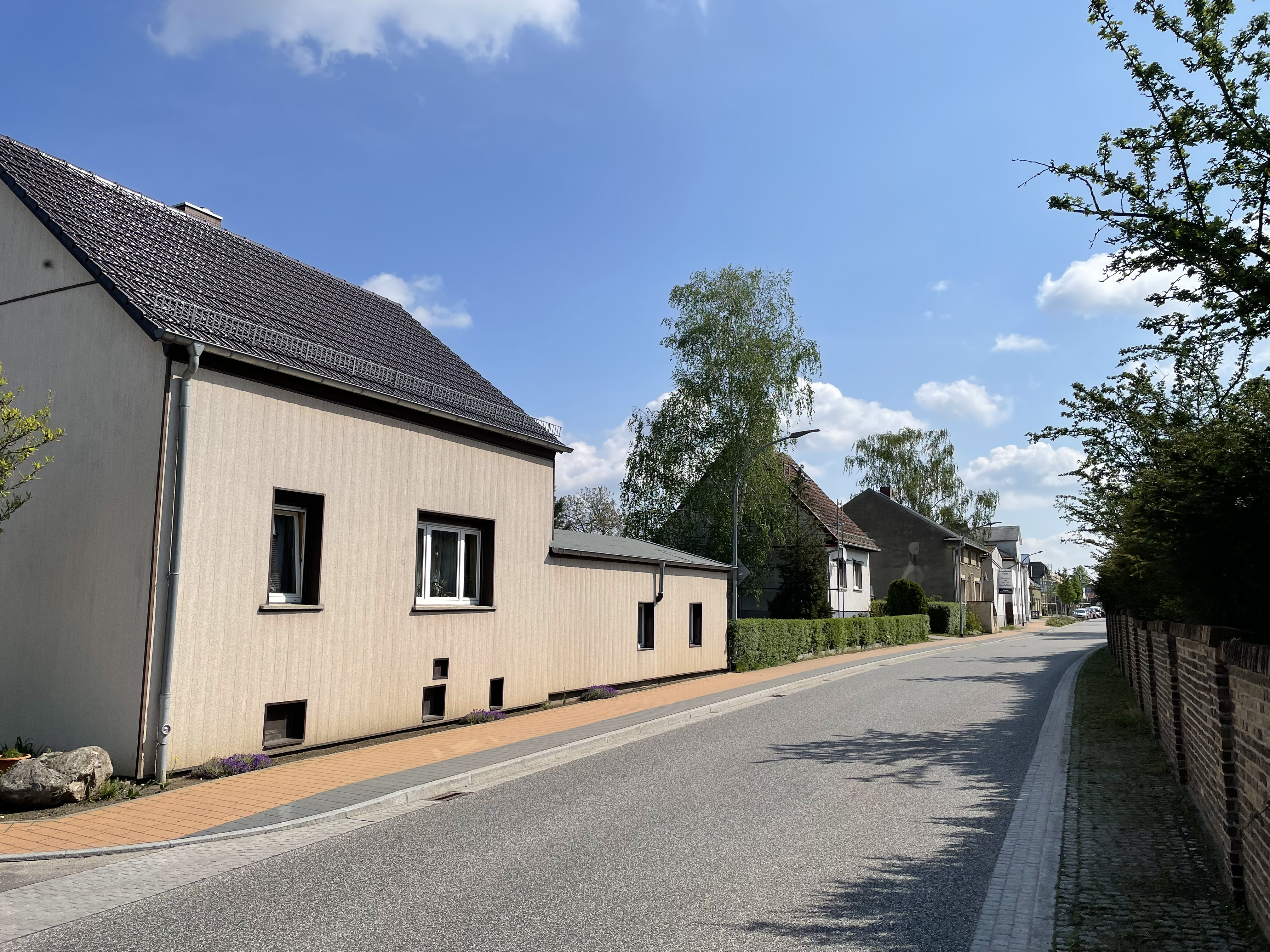
Ortsansicht Plötzin

Das Straßenangerdorf wurde bereits im Jahr 1179 als in villa Plusin erstmals urkundlich erwähnt. Es war zu dieser Zeit 30 Hufen groß, von denen zehn dem Domkapital Brandenburg gehörten sowie zwei Teile des Zehnten der weiteren 20 Hufen. Das Domkapitel baute seinen Besitz rasch aus und so gehörten ihm 1186/1187 bereits der Zehnt und schließlich das gesamte Dorf. Diese Eigentumsverhältnisse wurden 1188 und 1209 nochmals bestätigt und umfassten 1216 auch das Kirchenpatronat – ein indirekter Nachweis, dass es bereits eine Dorfkirche gab. In dieser Zeit erschien im Jahr 1187 auch die Bezeichnung Reinoldestorp und 1197 die Klarstellung, dass es sich dabei um dasselbe Dorf handelte (villam Plusetsyn que alio nomine Reinoldesdorf olim dicebatur, was sinngemäß aus dem Lateinischen so viel heißt wie „Dorf Plusetsyn, das einst als Reinoldesdorf bezeichnet wurde“). Die Rückkehr zum alten Namen deutet laut Winfried Schich auf einen „vergleichsweise starken slawischen Bevölkerungsanteil im Dorf“ hin. Im Jahr 1365 überfiel ein Ritter Falco das Dorf. Zehn Jahre später hatte das Domkapitel auch die Ober- und Untergerichtsbarkeit sowie den Wagendienst von Plottzin, Plotzin in seinen Besitz gebracht. Das Dorf war mittlerweile 42 Hufen groß, davon standen dem Pfarrer drei Hufen zu. Der Lehnschulze bewirtschaftete vier Hufen; weiterhin gab es sieben Kossäten, eine Windmühle sowie einen Krüger, der „dörrt und braut von alters“ her. Im Jahr 1413 kam es erneut zu einem Überfall. Dieses Mal war es der Erzbischof aus Magdeburg „und seine Mannen“, der das Dorf überfiel. Im Schossregister aus dem Jahr 1450 erschien das Dorf mit seiner Größe von 42 Hufen, darunter drei für den Pfarrer. Zwei Hufen lagen allerdings wüst und wurden nicht bewirtschaftet. Das Register verzeichnete außerdem einen Krug und fünf Kossätenhöfe (1451). Im Jahr 1541 kam es zu einer Visitation, bei der 100 Kommunikanten festgestellt wurden. Der Pfarrer besaß ein Pfarrhaus sowie drei Dorfhufen und eine wüste Hufe, die er allesamt selbst bewirtschaftete. Er brachte auf den Wiesen acht Fuder Heu (1558: sechs) ein und bekam den Kornzehnten auf ungefähr 8 Wispel sowie den 3. Teil des Fleischzehnten. Der Küster besaß ein „Küsterhäuslein“, ein kleines „Gärtlein“ und bekam als Scheffelkorn von jeder Hufe 1 Scheffel sowie von jeder Hufe und jedem Kossäten ein Osterei. Von jedem Haus erhielt er außerdem drei Brote. Die Kirche besaß zu dieser Zeit eine Hufe sowie zwei Stücke Acker. Im Jahr 1580 erschien die Schreibweise Plotzinn.

### 17. Jahrhundert
Eine durchgehend dokumentierte Anzahl der Hufner und besitzlosen Einwohner (soweit schoßpflichtig) ergab sich aus dem Schosskataster der Mittelmark von 1624. Demzufolge lebten im Dorf mittlerweile 13 Hufner, sieben Kossäten (einschließlich des Müllers), ein Hirte, anderthalb Paare Hausleute, ein Schmied und ein Hirtenknecht. Zu den 39 Hufen der Gemarkung kamen 18 Hufen auf der wüsten Feldmark Starjesar, die nur halb verschosst waren. Aus dem Jahr 1652 sind acht Hufner (darunter der Schulze) und fünf Kossäten überliefert; in Summe lebten im Dorf 13 Personen. Im Jahr 1656 besaß der Pfarrer ausweislich einer erneut durchgeführten Visitation neben seinen Hufen den Kornzehnten den Wiesenwachs zu 6 Fuder Heu, während der Küster 40 Scheffel Roggen, drei Brote aus jedem Haus sowie zwei Eier von jeder Hufe und jedem Kossäten zustanden. Der Schulze besaß vier freie Hufe sowie eine wüste Hufe in Starjesar. Es gab weiterhin zwei Vierhufner mit je einer wüsten Hufe in Starjesar, sieben Dreihufner, die ebenfalls jeder eine wüste Hufe besaßen, sowie sechs Kossäten und der Pfarrer, der als „Heiliger Mann“ in der Statistik geführt wurde. Eine Statistik aus dem Jahr 1682/1683 wies für Plötzin 48 Mittelhufen, d. h. durchschnittlich ertragreiche Flächen aus. Davon lagen 13 wüst, 2 1⁄2 weitere wüste Hufen wurden durch die Kossäten bewirtschaftet.

### 18. Jahrhundert

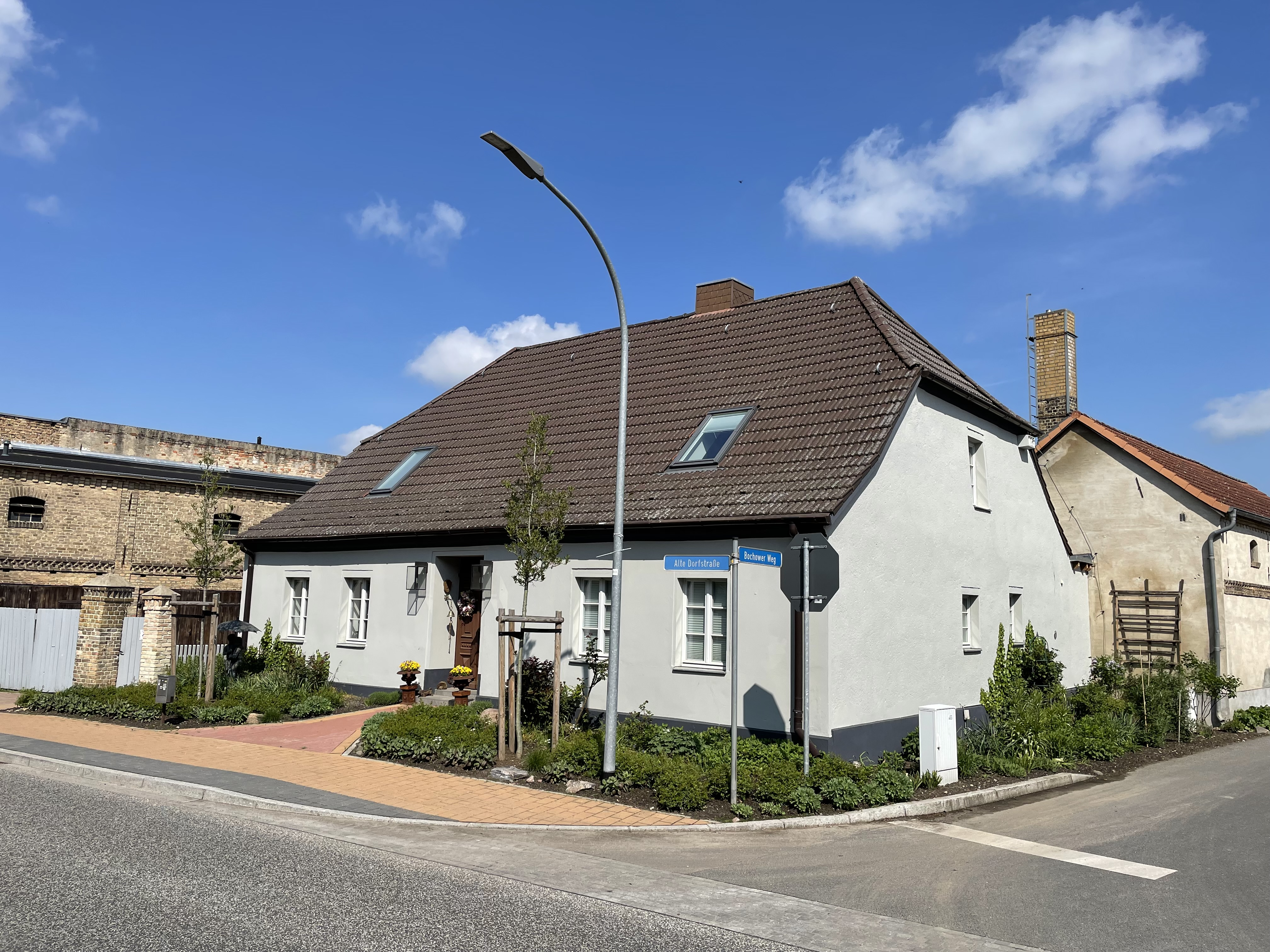
Denkmalgeschütztes Gehöft in der Alten Dorfstraße 11

Im Jahr 1726 übernahm Friedrich von Görne, aus Gollwitz das Dorf. Laut Spezifikation der Dörfer und Städte der Kurmark aus dem Jahr 1745 gab es im genannten Jahr im Dorf 19 Bauern und eine Windmühle. Die Beschreibung sämtlicher Städte (Angaben von 1768) und Dörfer der Kurmark von 1772 führte hingegen einen Prediger, einen Freischulzen, 18 Bauern, einen Kossäten sowie einen Müller auf. Außerdem gab es nach wie vor eine Schmiede im Dorf. Plötzin war bis 1773 auf 188 Personen angewachsen. Es gab den Prediger, einen Küster, einen Freischulzen, 18 Bauern, zwei Kossäten, fünf Einlieger, zwei Hirten, einen Leineweber, einen Müller, einen Schmied, einen Schäfer sowie 38 als „Weiber“ bezeichnete Frauen. Im Dorf lebten 16 große Söhne und 16 große Töchter sowie 26 und 21 Töchter unter zehn Jahren. Hinzu kamen 13 Knechte, sieben Jungen und 20 Dienstmägde.

### 19. Jahrhundert
Im Jahr 1801 gab es nach Bratring im Dorf den Lehnschulzen, 18 Ganzbauern, einen Kossäten, zwei Büdner, zwei Einlieger, eine Schmiede, einen Krug und eine Windmühle. Sie schlugen in Summe 162 Morgen Holz; die Gemarkung war 57 Bauernhufen groß. Im Ort gab es 33 Feuerstellen (=Haushalte). Die von Görne übergaben den Ort im Jahr 1817 an den Oberamtmann Bennecke(n) zu Aken (Elbe), der ihn jedoch bereits 1831 an die Witwe des Predigers Tiebe weiterverkaufte. Bis 1837 war Plötzin mit zu einem Rittergut mit Dorf und 30 Wohnhäusern angewachsen. Das Ortschaftsverzeichnis von 1858 führte das Dorf mit dem Abbau Chausseehaus sowie das Gut, jedoch ohne Gehöft. Im Dorf standen sechs öffentliche sowie 39 Wohn- und 82 Wirtschaftsgebäude, darunter eine Getreidemühle. Die Gemarkung war mittlerweile 5127 Morgen (Mg) groß: 51 Mg Gehöfte, 3807 Mg Acker, 246 Mg Wiese, 137 Mg Weide und 886 Mg Wald. Im Jahr 1885 bestand das Dorf mit dem Wohnplatz Kolonie, 1895 mit dem Wohnplatz Kolonie Neuplötzin (ebenso 1905, 1931).

### 20. Jahrhundert
Aus einem Viehstands- und Obstbaumlexikon ist bekannt, dass im Jahr 1900 im Dorf 78 Häuser standen. Das Gemeindelexikon aus dem Jahr 1932 führt für das Jahr 1931 insgesamt 117 Wohnhäuser mit 148 Haushaltungen auf. Im Jahr 1939 gab es im Dorf 16 land- und forstwirtschaftlichen Betriebe, die zwischen 20 und 100 Hektar groß waren. Zwölf weitere Betriebe waren zwischen 5 und 10 Hektar sowie 131(!) Betriebe zwischen 0,5 und 5 Hektar groß.
Nach dem Zweiten Weltkrieg wurden 199,5 Hektar enteignet: 112,25 Hektar Acker, 4,5 Hektar Wiese, 76 Hektar Wald und 6,75 Hektar Ödland. Weitere 130 Hektar kamen aus Bliesendorf und 55,68 Hektar vermutlich aus Plessow. Von diesen Flächen wurden 323,08 Hektar an 129 Obstbauern aufgeteilt. Zwei Neubauern erhielten 12,9 Hektar, 45,2 Hektar gingen an 14 Arbeiter, weitere vier Hektar an einen Gärtner. Eine 12,8 Hektar große Zulage aus Plessow wurde auf 17 Obstbauern (10 Hektar) und sieben Bauern (2,8 Hektar) aufgeteilt. Im Jahr 1954 gründet sich eine LPG mit sieben Mitgliedern und 283 Hektar Fläche, die als LPG Typ III mit 42 Mitgliedern und 330 Hektar Fläche im Jahr 1960 weiterbestand. Diese LPG wurde im Jahr 1967 an die GPG Pomona Werder angeschlossen. Außerdem gab es eine LPG Typ I mit acht Mitgliedern und 55 Hektar Fläche, die 1963 an die GPG angeschlossen wurde. Im Jahr 1963 bestanden im Ort eine Vereinigung der gegenseitigen Bauernhilfe (VdgB) und die GPG Werder-Göhlsdorf mit der Abteilung Vermarktung. Im Jahr 1974 wurde Plötzin nach Plessow eingemeindet. Am 31. Dezember 2000 wurde Plötzin nach Werder (Havel) eingemeindet.

## Bevölkerungsentwicklung
| Jahr      | 1772 | 1773 | 1801 | 1817 | 1837 | 1858 | 1871 | 1885 | 1895 | 1905 | 1925 | 1939 | 1946 | 1964 | 1971 |
| Einwohner | 192  | 188  | 204  | 207  | 235  | 291  | 343  | 361  | 302  | 351  | 342  | 802  | 976  | 846  | 779  |

## Politik

### Wappen
Das Wappen wurde vom Heraldiker Frank Diemar gestaltet.

## Sehenswürdigkeiten, Vereine und Kultur
- Die Hauptsehenswürdigkeit des Ortes ist die Dorfkirche Plötzin aus dem 13. Jahrhundert. Die einfache Baustruktur der Rechteckkirche täuscht; es handelte sich ursprünglich um eine Kirche mit Schiff, eingezogenem Chor und Apsis. In der Südwand des Schiffs hat sich noch das ursprüngliche rundbogige Gemeindeportal mit Begleitbogen erhalten, allerdings ist es jetzt zugesetzt. Sie enthält einen barocken Altar und eine Orgel. Im westlichen Teil des Schiffs ist der Umriss eines ursprünglich rundbogigen Fensters erkennbar. Nach der Position dieses Fensters zu urteilen, ist die Kirche um einen Meter aufgestockt worden.
- Unter Denkmalschutz stehen weitere Gebäude wie beispielsweise ein Schulzengehöft aus den Jahren 1829/1830 sowie ein Wohnhaus von 1829, das in der zweiten Hälfte des 19. Jahrhunderts umgebaut wurde.

### Vereine
Die Freiwillige Feuerwehr Plötzin wurde 1929 gegründet. Seit 2010 besitzt sie eine Frauenmannschaft, die an Wettkämpfen teilnimmt.

### Kultur
Durch Plötzin verläuft der rund 15 km lange Panoramaweg Werderobst.